# Lista amerykańskich senatorów Stanów Zjednoczonych ze stanu Utah
Lista senatorów Stanów Zjednoczonych ze stanu Utah – senatorzy wybrani ze stanu Utah.
Stan Utah został włączony do Unii 4 stycznia 1896 roku. Posiada prawo do mandatów senatorskich 1. i 3. klasy. Do 8 kwietnia 1913 roku (ratyfikowania 17. poprawki do Konstytucji) senatorowie byli wybierani przez stanowy parlament. Od tego czasu wybierani są w wyborach powszechnych.

## 1. klasa
| Lp.   | Imię i nazwisko   | Imię i nazwisko | Od               | Do               | Partia               | Kadencja                                           | Uwagi                                            |
| ----- | ----------------- | --------------- | ---------------- | ---------------- | -------------------- | -------------------------------------------------- | ------------------------------------------------ |
| 1     | Frank J. Cannon   |                 | 22 stycznia 1896 | 4 marca 1899     | Partia Republikańska | 1                                                  | Wybrany w 1896                                   |
| Wakat | Wakat             | Wakat           | 4 marca 1899     | 23 stycznia 1901 |                      | 2                                                  | Parlament nie zdołał wybrać senatora             |
| 2     | Thomas Kearns     |                 | 23 stycznia 1901 | 4 marca 1905     | Partia Republikańska | 2                                                  | Wybrany w 1901 Nie starał się o reelekcję w 1905 |
| 3     | George Sutherland |                 | 4 marca 1905     | 4 marca 1917     | Partia Republikańska | 3                                                  | Wybrany w 1905                                   |
| 3     | George Sutherland | 4               | 4 marca 1905     | 4 marca 1917     | Partia Republikańska | Reelekcja w 1911 Przegrał wybory w 1916            |                                                  |
| 4     | William H. King   |                 | 4 marca 1917     | 3 stycznia 1941  | Partia Demokratyczna | 5                                                  | Wybrany w 1916                                   |
| 4     | William H. King   | 6               | 4 marca 1917     | 3 stycznia 1941  | Partia Demokratyczna | Reelekcja w 1922                                   |                                                  |
| 4     | William H. King   | 7               | 4 marca 1917     | 3 stycznia 1941  | Partia Demokratyczna | Reelekcja w 1928                                   |                                                  |
| 4     | William H. King   | 8               | 4 marca 1917     | 3 stycznia 1941  | Partia Demokratyczna | Reelekcja w 1934 Przegrał prawybory w 1940         |                                                  |
| 5     | Abe Murdock       |                 | 3 stycznia 1941  | 3 stycznia 1947  | Partia Demokratyczna | 9                                                  | Wybrany w 1940 Przegrał wybory w 1946            |
| 6     | Arthur V. Watkins |                 | 3 stycznia 1947  | 3 stycznia 1959  | Partia Republikańska | 10                                                 | Wybrany w 1946                                   |
| 6     | Arthur V. Watkins | 11              | 3 stycznia 1947  | 3 stycznia 1959  | Partia Republikańska | Reelekcja w 1952 Przegrał wybory w 1956            |                                                  |
| 7     | Frank E. Moss     |                 | 3 stycznia 1959  | 3 stycznia 1977  | Partia Demokratyczna | 12                                                 | Wybrany w 1958                                   |
| 7     | Frank E. Moss     | 13              | 3 stycznia 1959  | 3 stycznia 1977  | Partia Demokratyczna | Reelekcja w 1964                                   |                                                  |
| 7     | Frank E. Moss     | 14              | 3 stycznia 1959  | 3 stycznia 1977  | Partia Demokratyczna | Reelekcja w 1970 Przegrał prawybory w 1976         |                                                  |
| 8     | Orrin Hatch       |                 | 3 stycznia 1977  | 3 stycznia 2019  | Partia Republikańska | 15                                                 | Wybrany w 1976                                   |
| 8     | Orrin Hatch       | 16              | 3 stycznia 1977  | 3 stycznia 2019  | Partia Republikańska | Reelekcja w 1982                                   |                                                  |
| 8     | Orrin Hatch       | 17              | 3 stycznia 1977  | 3 stycznia 2019  | Partia Republikańska | Reelekcja w 1988                                   |                                                  |
| 8     | Orrin Hatch       | 18              | 3 stycznia 1977  | 3 stycznia 2019  | Partia Republikańska | Reelekcja w 1994                                   |                                                  |
| 8     | Orrin Hatch       | 19              | 3 stycznia 1977  | 3 stycznia 2019  | Partia Republikańska | Reelekcja w 2000                                   |                                                  |
| 8     | Orrin Hatch       | 20              | 3 stycznia 1977  | 3 stycznia 2019  | Partia Republikańska | Reelekcja w 2006                                   |                                                  |
| 8     | Orrin Hatch       | 21              | 3 stycznia 1977  | 3 stycznia 2019  | Partia Republikańska | Reelekcja w 2012 Nie starał się o reelekcję w 2018 |                                                  |
| 9     | Mitt Romney       |                 | 3 stycznia 2019  | nadal            | Partia Republikańska | 22                                                 | Wybrany w 2018                                   |

## 3. klasa
| Lp. | Imię i nazwisko    | Imię i nazwisko | Od               | Do              | Partia               | Kadencja | Uwagi                                                                                      |
| --- | ------------------ | --------------- | ---------------- | --------------- | -------------------- | --- | ------------------------------------------------------------------------------------------ |
| 1   | Arthur Brown       |                 | 22 stycznia 1896 | 4 marca 1897    | Partia Republikańska | 1 | Wybrany w 1896 Nie starał się o reelekcję w 1897                                           |
| 2   | Joseph L. Rawlins  |                 | 4 marca 1897     | 4 marca 1903    | Partia Demokratyczna | 2 | Wybrany w 1896 Przegrał wybory w 1902                                                      |
| 3   | Reed Smoot         |                 | 4 marca 1903     | 4 marca 1933    | Partia Republikańska | 3 | Wybrany w 1903                                                                             |
| 3   | Reed Smoot         | 4               | 4 marca 1903     | 4 marca 1933    | Partia Republikańska | Reelekcja w 1909 |                                                                                            |
| 3   | Reed Smoot         | 5               | 4 marca 1903     | 4 marca 1933    | Partia Republikańska | Reelekcja w 1914 |                                                                                            |
| 3   | Reed Smoot         | 6               | 4 marca 1903     | 4 marca 1933    | Partia Republikańska | Reelekcja w 1920 |                                                                                            |
| 3   | Reed Smoot         | 7               | 4 marca 1903     | 4 marca 1933    | Partia Republikańska | Reelekcja w 1926 Przegrał wybory w 1932                                                                                             |                                                                                            |
| 7   | Elbert D. Thomas   |                 | 4 marca 1933     | 3 stycznia 1951 | Partia Demokratyczna | 8 | Wybrany w 1932                                                                             |
| 7   | Elbert D. Thomas   | 9               | 4 marca 1933     | 3 stycznia 1951 | Partia Demokratyczna | Reelekcja w 1938 |                                                                                            |
| 7   | Elbert D. Thomas   | 10              | 4 marca 1933     | 3 stycznia 1951 | Partia Demokratyczna | Reelekcja w 1944 Przegrał wybory w 1950                                                                                             |                                                                                            |
| 5   | Wallace F. Bennett |                 | 3 stycznia 1951  | 20 grudnia 1974 | Partia Republikańska | 11 | Wybrany w 1950                                                                             |
| 5   | Wallace F. Bennett | 12              | 3 stycznia 1951  | 20 grudnia 1974 | Partia Republikańska | Reelekcja w 1956 |                                                                                            |
| 5   | Wallace F. Bennett | 13              | 3 stycznia 1951  | 20 grudnia 1974 | Partia Republikańska | Reelekcja w 1962 |                                                                                            |
| 5   | Wallace F. Bennett | 14              | 3 stycznia 1951  | 20 grudnia 1974 | Partia Republikańska | Reelekcja w 1968 Nie starał się o reelekcję w 1974 Zrezygnował przed końcem kadencji, by wybrany następca mógł szybciej objąć urząd |                                                                                            |
| 6   | Jake Garn          |                 | 20 grudnia 1974  | 3 stycznia 1993 | Partia Republikańska | 14 | Mianowany do dokończenia kadencji, będąc już wcześniej wybrany na pełną, 6-letnią kadencję |
| 6   | Jake Garn          | 15              | 20 grudnia 1974  | 3 stycznia 1993 | Partia Republikańska | Wybrany w 1974 |                                                                                            |
| 6   | Jake Garn          | 16              | 20 grudnia 1974  | 3 stycznia 1993 | Partia Republikańska | Reelekcja w 1980 |                                                                                            |
| 6   | Jake Garn          | 17              | 20 grudnia 1974  | 3 stycznia 1993 | Partia Republikańska | Reelekcja w 1986 Nie starał się o reelekcję w 1992                                                                                  |                                                                                            |
| 7   | Bob Bennett        |                 | 3 stycznia 1993  | 3 stycznia 2011 | Partia Republikańska | 18 | Wybrany w 1992                                                                             |
| 7   | Bob Bennett        | 19              | 3 stycznia 1993  | 3 stycznia 2011 | Partia Republikańska | Reelekcja w 1998 |                                                                                            |
| 7   | Bob Bennett        | 20              | 3 stycznia 1993  | 3 stycznia 2011 | Partia Republikańska | Reelekcja w 2004 Przegrał prawybory w 2010                                                                                          |                                                                                            |
| 8   | Mike Lee           |                 | 3 stycznia 2011  | nadal           | Partia Republikańska | 21 | Wybrany w 2010                                                                             |
| 8   | Mike Lee           | 22              | 3 stycznia 2011  | nadal           | Partia Republikańska | Reelekcja w 2016 |                                                                                            |
| 8   | Mike Lee           | 23              | 3 stycznia 2011  | nadal           | Partia Republikańska | Reelekcja w 2022 |                                                                                            |